# En Kærlighedsprøve
En Kærlighedsprøve er en dansk stumfilm fra 1916, der er instrueret af Hjalmar Davidsen efter manuskript af Harriet Bloch.

## Handling
En ung kvinde er lykkeligt gift med en skibskaptajn. Hans skib går ned, og hun antager ham som død og finder derfor sammen med rederen, der elsker hende højt. Manden er imidlertid ikke død men har blot mistet hukommelsen. De træffer igen hinanden, og efter nogle bevægede optrin glattes alt ud.

## Medvirkende
- Carl Lauritzen - Skibsreder John Ferry
- Alf Blütecher - Egil Bryde, fører af S/S "Gigant"
- Clara Wieth - Merete, Egils hustru
- Betzy Kofoed